# Steak au four

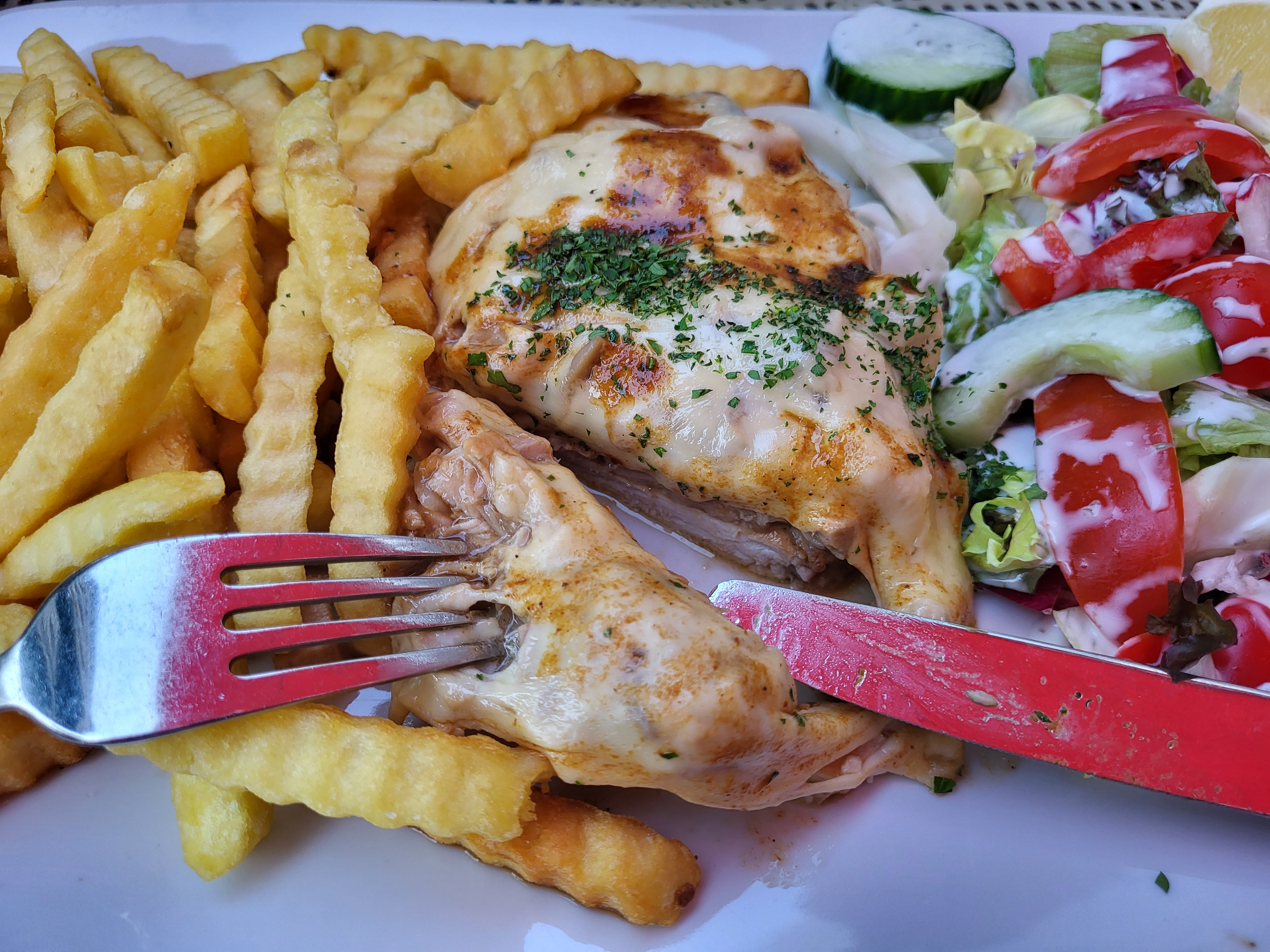
Steak au four met pommes frites en salade

Steak au four is een varkenssteak bedekt met gekruid vlees en bedekt met kaas. Het is een hartige manier om vlees te bereiden, dat vooral bekend was in de Duitse Democratische Republiek.
In de regel wordt hiervoor halskarbonade, gebruikt, die eerst in de pan wordt gebakken. Het gekruide vlees is een bereiding van voorgekookt, in blokjes gesneden varkensvlees in een saus die lijkt op ragout fin. Het wordt over het vlees gegoten, die door en door gebakken is, en samen met een laagje in plakken gesneden kaas (Goudse kaas) of geraspte kaas in de oven gebakken. Bijgerechten zijn vaak frieten en groene erwten. Af en toe wordt er een jus bij geserveerd. Worcestershiresaus en verse citroen zijn typisch.